# Kyaw Soe Oo
Kyaw Soe Oo (birmanisch ကျော်စိုးဦး; geboren in Yenanchaung, Myanmar) ist ein myanmarischer Journalist, der vor allem für People Media schreibt. 
Er ist bekannt für seine investigative Berichterstattung über die politische Krise in Myanmar, Menschenrechtsthemen und militärische Angelegenheiten und ist in Zeiten politischer Unruhen zu einer prominenten Stimme in den unabhängigen Medien geworden.
Er und Wa Lone erhielten als Mitarbeiter von Reuters im Jahr 2019 den Pulitzer-Preis für ihre Berichterstattung über die Vertreibung und den Mord an den Rohingya in Myanmar, die zur Inhaftierung der Reporter führte.
Kyaw Soe Oo ist Buddhist und gehört zur ethnischen Gruppe der Arakanesen.